# سابا كورموتشي
سابا كورموتشي (28 فبراير 1944 – 4 نوفمبر 1992) هو مبارز بالسيف مجري راحل، مثّل بلاده في الألعاب الأولمبية الصيفية 1976.

## روابط خارجية
سابا كورموتشي على موقع أوليمبيديا (الإنجليزية)